# Ian Bohen
Ian Stuart Bohen (nascido em 24 de setembro de 1976) é um ator estadunidense conhecido por seu papel de jovem Hércules em vários episódios de Hercules: The Legendary Journeys, o spin-off Young Hercules e sua grande atuação no seriado Teen Wolf 2011-2017
Bohen interpretou o personagem recorrente Peter Hale (O Alfa) na série da MTV, Teen Wolf entre 2011 e 2014. O personagem retorna na 6ª e possível última temporada da série, em 2016.

## Vida Pessoal
Bohen nasceu e foi criado em Carmel, Califórnia. Começou sua carreira no cinema de ação em 1993, fazendo sua estreia como Todd Field no projeto AFI Conservatory. Em seguida,teve uma virada na carreira como o jovem Wyatt Earp no filme indicado ao Oscar de1994,dirigido por Lawrence Kasdan, Wyatt Earp.
Em 1997, Bohen conseguiu o papel de jovem Hércules em Hercules: The Legendary Journeys. Bohen foi recorrente em flashbacks como o jovem herói durante a série  Um spin-off do show popular foi transformado em um filme de TV, Young Hercules. Ian Bohen estrelou a produção, aparecendo novamente como Hércules, em seus anos de formação, mas ele se recusou a voltar para o papel para a série de TV infantil semanais que foi contratado como resultado, já que ele não estava disposto a mover-se para a Nova Zelândia em tempo integral.
A partir de 1998-2001, Bohen apareceu em dez episódios de Any Day Now como Johnny O'Brien.
Bohen apareceu na primeira temporada de Mad Men como o personagem beatnik Roy Hazelitt, o homem que se apaixonou por uma das muitas mulheres de Don Draper, Midge Daniels.
Atualmente, Bohen tem um papel recorrente em Teen Wolf como Peter Hale, o principal antagonista da primeira temporada ex-inimigo do protagonista, Scott McCall. Seu personagem foi ressuscitado no final da segunda temporada e ele permaneceu como um personagem recorrente na 3º e 4º temporada da série. Em 2016, personagem retorna na 6ª temporada da série,

## Filmografia
| Ano  | Filme                          | Papel                |
| ---- | ------------------------------ | -------------------- |
| 1993 | Delivering                     | Jimmy Wakefield      |
| 1994 | Wyatt Earp                     | Jovem Wyatt          |
| 1995 | Monster Mash                   | Scott (Romeo)        |
| 1998 | Jovem Hercules                 | Jovem Hercules       |
| 2001 | Pearl Harbor                   | Operador do Radar #2 |
| 2002 | Hometown Legend                | Brian Schuler        |
| 2006 | Special                        | Ted Exiler           |
| 2007 | Marigold                       | Barry                |
| 2008 | Interpretation                 | Dan                  |
| 2010 | Irreversi                      | Adam                 |
| 2011 | Fanboy                         | Craft Maitre D'      |
| 2011 | Vile                           | Julian               |
| 2012 | Batman: O Cavaleiro das Trevas | Gordon's Cop         |
| 2013 | 5 Souls                        | Noé                  |

## Series
| Ano             | Série                            | Papel                |
| --------------- | -------------------------------- | -------------------- |
| 1994            | Weird Science                    | Jeremy Scanlon       |
| 1995            | Walker, Texas Ranger             | Keith Reno           |
| 1995            | Dr. Quinn, Medicine Woman        | Cole Younger         |
| 1996            | Boy Meets World                  | Dennis               |
| 1996            | Picket Fences                    | Russell 'Doze' Feuer |
| 1996            | Her Last Chance                  | Matt Arnold          |
| 1996            | If These Walls Could Talk        | Scott Barrows        |
| 1996            | Townies                          | Jeremy               |
| 1997            | Baywatch Nights                  | Adult                |
| 1997-1998       | Hercules: The Legendary Journeys | Young Hercules       |
| 1998            | Dawson's Creek                   | Anderson Crawford    |
| 1998            | To Have & to Hold                | Reed Sanderson       |
| 1998-2001       | Any Day Now                      | Johnny O'Brien       |
| 2004            | JAG                              | P.O Thurmond         |
| 2004            | Cold Case                        | Nelson Miller 1943   |
| 2004            | Joan of Arcadia                  | Peter                |
| 2007            | Mad Men                          | Roy Hazelitt         |
| 2009            | Prison Break                     | Agente Hooks         |
| 2010            | CSI: Miami                       | Doug                 |
| 2011            | Drop Dead Diva                   | Handsome Man         |
| 2011            | Body of Proof                    | Mitch Barnes         |
| 2011-2014; 2016 | Teen Wolf                        | Peter Hale           |
| 2012            | Breakout Kings                   | Pete Gillies         |
| 2012            | The Mentalist                    | Richard Eldridge     |
| 2012            | Major Crimes                     | Daniel Dunn          |
| 2013            | The Client List                  | Adam                 |
| 2014            | Beauty & the Beast               | Pete Franco          |
| 2014            | Chicago P.D.                     | Edwin Stillwell      |
| 2022            | Superman & Lois                  | Mitch Anderson       |